# Toni9ht
『Toni9ht』は、浦島坂田船の7枚目のスタジオ・アルバム。2022年7月6日にNBCユニバーサル・エンターテイメントジャパンよりリリースされた。

## 概要
前作より1年ぶりとなるアルバム。

### 仕様
「通常盤」「初回限定盤A」「初回限定盤B」「初回限定盤C」の4形態で発売。

## チャート成績
2022年7月18日付のオリコン週間アルバムランキングでは初動5万3千枚を売り上げ、週間1位にランクインした。

## 収録曲
1. Piece Piece Piece／浦島坂田船
作詞・作曲：じん、ケンカイヨシ 編曲:ケンカイヨシ
2. ヨニゲーム／浦島坂田船
作詞・作曲・編曲：川谷絵音
3. シャララ／浦島坂田船
作詞・作曲・編曲：すりぃ
4. 本能全開ソレソレソレ！／浦島坂田船
作詞・作曲・編曲：Q-MHz
5. マダ／うらたぬき
作詞・作曲・編曲：ヒロイズム
6. 十六夜ナイトフィーバー／志麻
作詞・作曲：草野華余子 編曲：マイキ、草野華余子
7. ゆめのものまね／となりの坂田。
作詞：となりの坂田。、堀江晶太 作曲・編曲：堀江晶太
8. DREAM BABY／センラ
作詞・作曲・編曲：くぅ（NEE）
9. どっちつかずLOVERS／うらたぬき&となりの坂田。
作詞：ナナホシ管弦楽団 作曲：岩見陸 編曲：ナナホシ管弦楽団
10. Ride The Night／志麻&センラ
作詞・作曲・編曲：梅とら
11. ヒドイヒドラ／浦島坂田船
作詞・作曲・編曲：halyosy
12. 溺愛／浦島坂田船
作詞・作曲：奏音69 編曲：黒須克彦
13. 鈍色Wheels／浦島坂田船
作詞：HIKARI 作曲：HIKARI、TAKAROT 編曲：TAKAROT
14. 流れ星なんていらない／浦島坂田船
作詞・作曲・編曲：ハヤシケイ
15. 僕のシンデレラ／浦島坂田船
作詞・作曲・編曲：玉屋2060%(Wienners)
16. アンコール／浦島坂田船
作詞・作曲：DECO*27 編曲：TeddyLoid

特典DVD-A
- 「浦島坂田船ビビリ度チェック! ～恐怖の肝試し～」

特典DVD-B
- 「浦島坂田船でグランピング! ～自然と触れ合おう～」

特典DVD-C
- 「浦島坂田船の休日! ～おうちでワイワイするよ～」

## ツアー
浦島坂田船 SUMMER TOUR 2022 Toni9ht
- 2022/07/29 (金) ゼビオアリーナ仙台
- 2022/07/30 (土) ゼビオアリーナ仙台
- 2022/08/02 (火) 北海道立総合体育センター 北海きたえーる
- 2022/08/11 (木) マリンメッセ福岡 A館
- 2022/08/16 (火) 国立代々木競技場 第一体育館
- 2022/08/17 (水) 国立代々木競技場 第一体育館
- 2022/08/20 (土) 広島サンプラザ ホール
- 2022/08/21 (日) 広島サンプラザ ホール
- 2022/08/23 (火) 大阪城ホール
- 2022/08/24 (水) 大阪城ホール
- 2022/09/10 (土) 有明アリーナ
- 2022/09/11 (日) 有明アリーナ
- 2022/09/23 (金) エコパアリーナ
- 2022/09/24 (土) エコパアリーナ　令和4年台風第15号のため中止[4]
- 2023/01/28 (土) エコパアリーナ（追加公演）
- 2023/01/29 (日) エコパアリーナ（振替公演）[5]